# Legge Jourdan-Delbrel
La legge Jourdan-Delbrel fu una legge che istituiva la "coscrizione universale e obbligatoria" di tutti i Francesi di età compresa fra i 20 e i 25 anni. Venne abolita nella quinta repubblica francese.

## Storia
Proposta dai deputati Pierre Delbrel e Jean-Baptiste Jourdan, questa legge era destinata a far fronte alla grande smobilitazione seguente al 9 termidoro —700 000 uomini nel 1794, 380 000 nel 1797. Venne superata durante la presidenza di Jacques Chirac con la legge 97-1019 del 28 ottobre 1997, con efficacia dal 1998.

## Contenuti principali
Il principio ispiratore di questa legge:
(Principio ispiratore della legge Jourdan-Delbrel del 19 fruttidoro Anno VI (5 settembre 1798))
I contenuti principali possononessere sinterizzatin come segue:
Titolo IPrincipi
- " Ogni francese è soldato e si dedica alla difesa della sua patria." (articolo 1)
- "Al di fuori del caso di pericolo per la patria, l'esercito si forma per arruolamento volontario e per mezzo della coscrizione militare  (articolo 3)

Titolo IIDegli arruolamenti volontari
- Possono arruolarsi volontariamente nell'esercito i francesi da 18 anni a 30 anni di età, muniti di un certificato di buona condotta firmato dal sindaco del comune di appartenenza e dal giudice di pace.
- Gli atti di arruolamento volontario sono registrati in municipio. Essi citano l'identità del cittadino, la sua statura, il suo domicilio e i suoi segni particolari fisici.

Titolo IIIDella coscrizione militare
- La coscrizione militare comprende tutti i Francesi dall'età di 20 anni compiuti fino a quelli di 25 anni compiuti" (articolo 15)

Titolo IVModalità di esecuzione
- Le amministrazioni dei comuni e dei cantoni devono istituire "dei registri sui quali saranno iscritti tutti i Francesi del loro arrondissement" che hanno 20 anni (articolo 24).
- A partire da questi registri, le amministrazioni centrali formeranno classe per classe i registri generali dei coscritti dei loro rispettivi dipartimenti (articolo 26).